# Гунайка
Гунайка — река в России, протекает в Краснодарском крае. Устье реки находится в 226 км от устья реки Пшиш по правому берегу. Длина реки — 24 км, площадь водосборного бассейна — 155 км².
Высота устья — 208,3 м над уровнем моря.

## Притоки
(указано расстояние от устья)
- 14 км: река Сеже (лв)

## Данные водного реестра
По данным государственного водного реестра России относится к Кубанскому бассейновому округу, водохозяйственный участок реки — Пшиш. Речной бассейн реки — Кубань.
Код объекта в государственном водном реестре — 06020001212108100005157.